# إميل جولدي
إميل جولدي (بالألمانية: Emil Goeldi) (و. 1859 – 1917 م) هو عالم نبات، وعالم حيواني، وعالم طبيعي من سويسرا .
توفي في زيورخ ، عن عمر يناهز 58 عاماً.

## التعليم
تعلم في جامعة يينا